# Wayne Barnes
Pour les articles homonymes, voir Barnes.
Wayne Barnes, né le 20 avril 1979 dans le Gloucestershire, est un arbitre international anglais de rugby à XV, en activité de 2006 à 2023.

## Biographie
Barnes fait ses débuts au rugby en tant que joueur à l’âge de sept ans, mais à la suite d'une blessure, il abandonne son poste en deuxième ligne pour se consacrer à l’arbitrage, dès l’âge de 15 ans. Il gravit rapidement les échelons, intégrant la liste des arbitres de la première division anglaise à 21 ans, mais doit attendre trois ans pour arbitrer sa première rencontre (en octobre 2003). Il débute en Coupe d’Europe en 2005. Il devient ensuite le plus jeune arbitre professionnel anglais à l’âge de 25 ans en avril 2005, et abandonne alors son emploi d’avocat spécialisé dans le droit pénal.
Au niveau international, il débute dans les compétitions de jeunes, avant d’arbitrer son premier match international le 24 juin 2006 (Fidji-Samoa, IRB Pacific 5 Nations). Son premier match du Tournoi des Six Nations fut Italie-France en 2007 (3-39).
Il arbitre aussi régulièrement sur le circuit international de rugby à sept.
En arbitrant des matchs de la Coupe du monde 2007 il est le plus jeune arbitre et le moins expérimenté (8 tests seulement) de la compétition. Il y dirige 4 rencontres du premier tour et le quart de finale France-Nouvelle-Zélande (20-18), qui lui attire après le match de nombreuses critiques du côté néo-zélandais. En deuxième mi-temps, Barnes omet de sanctionner une passe en-avant entre Damien Traille et Frédéric Michalak, qui débouche sur l'essai qualifiant l'équipe de France. Son arbitrage controversé lors de cette rencontre lui a valu de recevoir des menaces de mort de la part de supporters néo-zélandais.
Il fait partie des dix arbitres retenus pour la Coupe du monde 2011 en Nouvelle-Zélande.
À seulement 35 ans, Wayne Barnes a déjà dirigé plus de cinquante matchs sur la scène internationale. À l'occasion du Four Nations 2014, après une saison brillante, l'arbitre anglais est désigné sur le match entre l'Afrique du Sud et la Nouvelle-Zélande, ce qui avait constitué la finale lors de la précédente édition. Il est alors considéré comme l'un des meilleurs arbitres d'Europe et du monde.
Il fait partie des douze arbitres retenus pour la Coupe du monde 2015 en Angleterre.
Lors du match France - Galles du Tournoi des Six nations 2017, Barnes fait jouer 20 minutes de temps additionnel afin de faire jouer une pénalité française à cinq mètres de la ligne d'essais. Sur les réseaux sociaux, les supporters français ont estimé qu'un essai de pénalité en faveur de la France aurait été mérité. Or l'attribution d'un tel essai n'est pas lié à une règle précise mais à l’appréciation de l'arbitre. Plusieurs arbitres et entraîneurs internationaux ont soutenu la décision de Barnes. Yoann Maestri, qui avait fortement critiqué l'arbitrage de Barnes à l'issue du match, a été condamné à une amende par la commission de discipline du tournoi,.
En août 2018, il annonce qu'il mettra un terme à sa carrière d'arbitre après la coupe du monde de rugby à XV 2019 pour se consacrer à sa carrière d'avocat. En 2019, il est effectivement sélectionné pour arbitrer des matchs de la Coupe du monde au Japon. Il revient ensuite sur sa décision de prendre sa retraite et arbitre son 90e match du Tournoi des Six Nations en 2020. Il arbitre son centième match international en 2022.
En 2023, il est désigné pour arbitrer la finale de la coupe du monde opposant l'Afrique du Sud à la Nouvelle-Zélande, ce qui constitue sa 111e cape. Quelques jours après ce match, Wayne Barnes annonce sur ses réseaux sociaux le 2 novembre 2023 mettre un terme à sa carrière d'arbitre.

## Palmarès d'arbitre

### Match arbitrés
Arbitre de champ en phases finales :
- Coupe du monde :
  - 2007 :
    - Matchs de poule :  Afrique du Sud -  Tonga,  Samoa -  États-Unis
    - Quart-de-finale :  Nouvelle-Zélande -  France

  - 2011 :
    - Matchs de poule :  Afrique du Sud -  Pays de Galles,  Italie -  Russie,  Argentine -  Écosse,  Pays de Galles -  Fidji
    - Match pour la 3e place :  Pays de Galles -  Australie

  - 2015 :
    - Matchs de poule :  Nouvelle-Zélande -  Argentine,  Afrique du Sud -  Samoa,  Canada -  Roumanie
    - Quart-de-finale :  Afrique du Sud -  Pays de Galles
    - Demi-finale :  Argentine -  Australie

  - 2019 :
    - Matchs de poule :  Irlande -  Écosse,  Afrique du Sud -  Italie,  Écosse -  Russie
    - Quart-de-finale :  Japon -  Afrique du Sud
    - Match pour la 3e place :  Nouvelle-Zélande -  Pays de Galles

  - 2023 :
    - Matchs de poule :  Irlande -  Tonga,  Pays de Galles -  Australie,  Écosse -  Roumanie,  Nouvelle-Zélande -  Uruguay
    - Quart-de-finale :  Irlande -  Nouvelle-Zélande
    - Finale :  Nouvelle-Zélande -  Afrique du Sud
- Premiership : 
  - Finale : 2009, 2011, 2012, 2013, 2015, 2016, 2018
  - Demi-finale : 2010, 2011, 2014, 2017
- Coupe d'Europe :
  - Finale : 2010, 2018, 2022
  - Demi-finale : 2012, 2014, 2015, 2019
  - Quart-de-finale : 2008, 2011, 2013, 2014, 2016, 2017, 2018
- Challenge européen :
  - Finale : 2012, 2019, 2023
  - Demi-finale : 2010, 2013, 2016
  - Quart-de-finale : 2007, 2012

### Récompenses individuelles
- Arbitre World Rugby de l'année 2019